# 하야시 히로모리

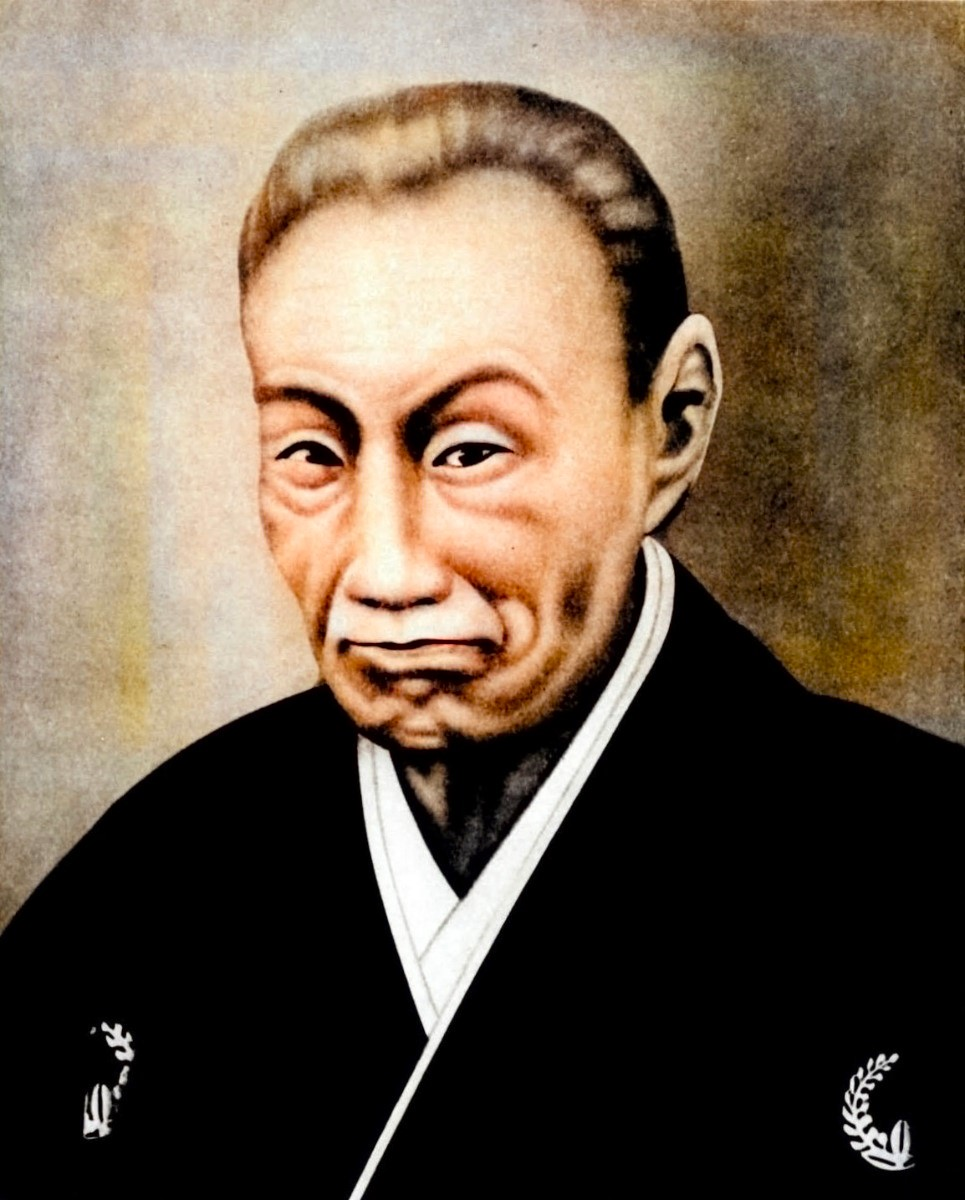
하야시 히로모리

하야시 히로모리(일본어: 林 廣守, はやし ひろもり, 1831년 12월 28일 ~ 1896년 3월 5일)는 일본 막말과 메이지 시대 초기의 작곡가이다. 출생 당시의 이름은 에이노스케(榮之助)이고 초명은 히로가네(廣金)이다. 일본의 국가인 《기미가요》를 작곡한 것으로 알려져 있다.

## 생애
셋쓰국 히가시나리군(현재의 오사카부 오사카시 덴노지구) 출신이다. 젊은 시절부터 일본 황실에서 여러 직책을 역임했으며 메이지 유신 이후에 도쿄로 이주했다. 1841년에는 정6위에 서위되면서 좌병위권 소위로 임명되었고 1855년에는 종5위에 서위되면서 자신의 이름을 히로모리(廣守)로 바꿨다. 1875년에는 일본 정부의 명령에 따라 서양음악을 학습하라는 명령받았는데 이는 서양음악 이론과 일본 음악 이론을 융합을 위한 노력으로 이어지게 된다. 그가 마지막으로 작곡한 노래인 《기미가요》는 1880년 11월 3일에 메이지 천황(무쓰히토)의 생일을 기념하여 처음으로 연주되었다.
그러나 《기미가요》를 누가 작곡했는가에 대해서는 여러 가지 가설이 전한다. 미국의 일본계 역사학자인 에미코 오누키티어니는 "《기미가요》의 작곡가는 공식적으로 일본 황실의 감독관이자 수석 음악가로 활동했던 하야시 히로모리로 확인되지만 하야시 밑에서 작업했던 오쿠 요시이사가 프란츠 에케르트에 의해 약간의 편곡과 함께 그 음악을 작곡한 것으로 여겨진다."라고 집필했다.
하야시 히로모리가 그러한 공로로 인정받은 《기미가요》의 멜로디는 일본을 방문하고 있던 아일랜드 출신 군악대 지휘관인 존 윌리엄 펜턴에 의해 편곡된 것을 대체했지만 1870년에 일본 황실로부터 거절당했다. 그 후 일본 궁내청은 오쿠 요시이사와 하야시 아키모리에 의해 작곡된 새로운 멜로디를 채택했다. 《기미가요》의 작곡가는 종종 그들의 감독관이자 하야시 아키모리의 아버지였던 하야시 히로모리라고 언급된다. 아키모리는 또한 펜턴의 제자들 가운데 한 명이기도 했다. 독일의 음악가인 프란츠 에케르트는 《기미가요》의 멜로디에 서양 스타일의 조화를 적용했다.